# Remo Fischer
Remo Fischer (Bäretswil, 13 agosto 1981) è un ex fondista svizzero.

## Biografia
In Coppa del Mondo ha esordito il 7 dicembre 2002 a Davos (80°), ha ottenuto il primo podio l'8 marzo 2008 a Oslo (3°) e la prima vittoria il 19 dicembre 2010 a La Clusaz.
In carriera ha preso parte a tre edizioni dei Giochi olimpici invernali, Torino 2006 (21° nella 50 km, 36° nell'inseguimento, 7° nella staffetta), Vancouver 2010 (15° nella 15 km, 44° nell'inseguimento, 10° nella staffetta) e Soči 2014 (22° nella 50 km, 7° nella staffetta), e a cinque dei Campionati mondiali (6° nella staffetta a Val di Fiemme 2013 il miglior risultato).

## Palmarès

### Coppa del Mondo
- Miglior piazzamento in classifica generale: 59º nel 2011
- 2 podi (1 individuale, 1 a squadre):
  - 1 vittoria (a squadre)
  - 1 terzo posto (individuale)

#### Coppa del Mondo - vittorie
| Data             | Località  | Nazione | Spec.                                                  |
| ---------------- | --------- | ------- | ------------------------------------------------------ |
| 19 dicembre 2010 | La Clusaz | Francia | 4x10 km (con Toni Livers, Dario Cologna e Curdin Perl) |

### Marathon Cup
- Miglior piazzamento in classifica generale: 21º nel 2011
- 1 podio:
  - 1 vittoria

#### Marathon Cup - vittorie
| Data          | Gara                | Località | Nazione  | Spec.       |
| ------------- | ------------------- | -------- | -------- | ----------- |
| 13 marzo 2011 | Engadin Skimarathon | Samedan  | Svizzera | 42 km TL MS |

Legenda:

TL = tecnica libera

MS = partenza in linea